# Palicourea libana
Palicourea libana är en måreväxtart som beskrevs av Paul Carpenter Standley. Palicourea libana ingår i släktet Palicourea och familjen måreväxter.
Artens utbredningsområde är Colombia. Inga underarter finns listade i Catalogue of Life.